# 宾夕法尼亚大学沃顿商学院
宾夕法尼亚大学沃顿商学院（英語：Wharton School of the University of Pennsylvania），通常简称沃顿商学院，是宾夕法尼亚大学旗下的一所商学院。建立于1881年，是美国第一家学院化的商学院，在各个主要的管理学教育、商學教育及基础经济学教育的领域水平都有极高的声誉，在美国及世界商学院各种排名中一直名列前茅。

## 名聲和排名
世界排名
沃頓商學院被公認為世界頂級機構的商業教育之一。根據《美国新闻与世界报道》排名, 沃頓商學院在其大學部，MBA和EMBA皆排名第一，使沃頓商學院成為唯一一所學校有史以來同時排在所有三個類別為榜首。自從《美國新聞與世界報導》排名成立以來，沃頓商學院的大學部課程的排名皆為第一。在2000年至2009年間，《金融時報》也給予沃頓商學院世界第一的排名，並再次之間的2011年，授予沃頓商學院最佳整體表現的榮譽。沃頓商學院也已四次榮登《彭博商业周刊》排名第一。
沃頓商學院以其金融教育出名。沃頓一直保持其在全球QS 200商學院報告2013/14財務專業化排行榜榜首的位置，促使QS表示，「沃頓商學院是金融界的至尊」。《纽约时报》認可沃頓商學院的大學部為「最接近華爾街培訓營的機構」，Poets & Quants形容沃頓商學院提供「最頂級」的金融教育和職業培訓以及擁有「非常激烈，高度競爭的學生文化」。
沃頓商學院每年收到來自學術以及商業界極高的聲譽。根據，約90%金融業的億萬富翁的商學位來自三個常春藤盟校之一：沃頓商學院，哈佛商學院或哥倫比亞大學商學院，其中沃頓商學院的校友佔了絕大部分。根據《美國新聞與世界報導》，沃頓商學院畢業生擁有全美最高起薪。
於2011、2012與2013年間，沃頓商學院的EMBA課程再次被Poets & Quants排為第一。
學術研究排名
根據全球領先的同行評審期刊24出版物，沃頓商學院在學術界握有榜首的位置，根據印第安納大學的報告表示，自從排名在1986年開始, 沃頓商學院每年都位於學術排名屆的榜首。

## 科系

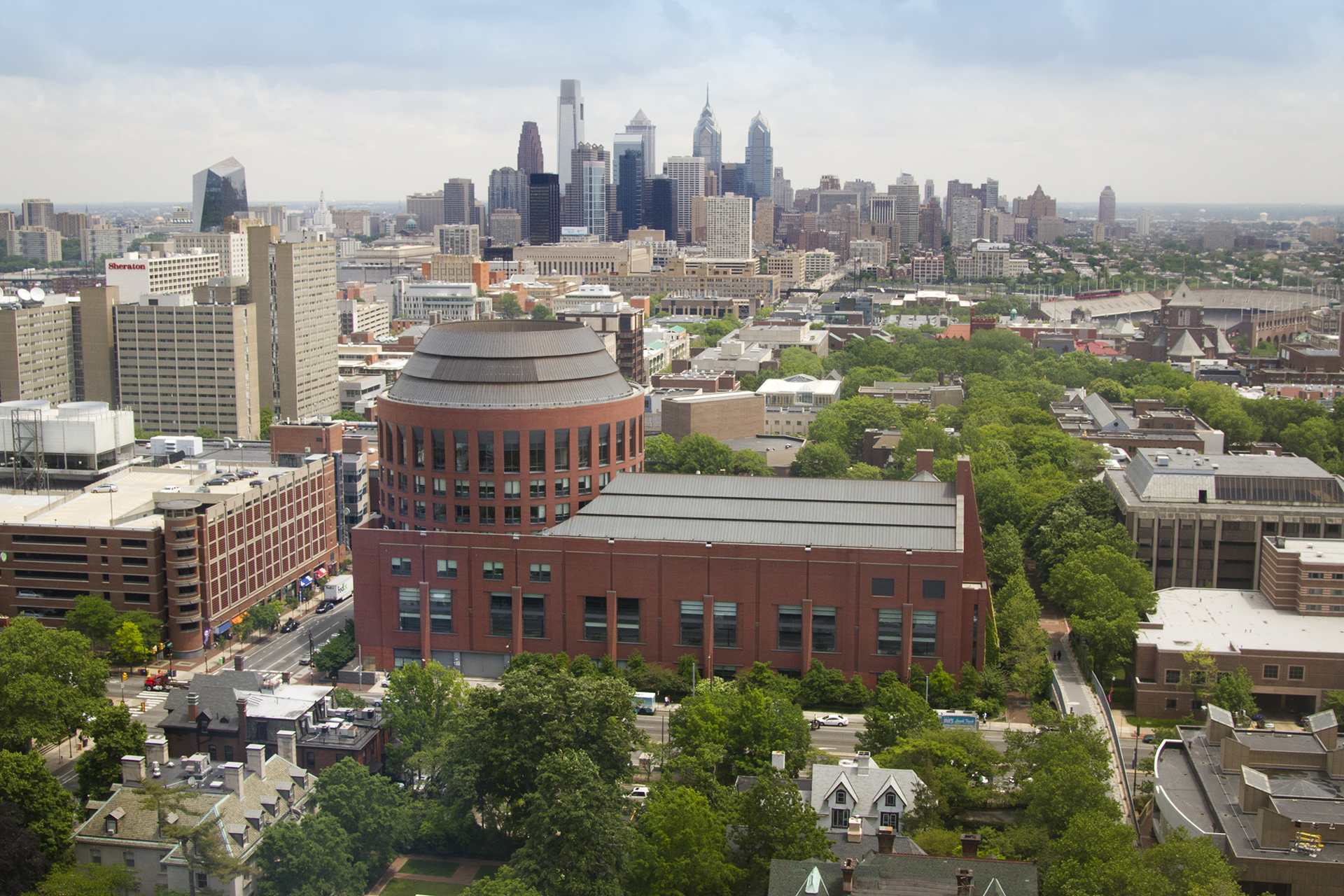
沃顿商学院主建筑亨茨曼堂

| - 會計系 - 商務公關系 - 金融系 - 健康管理系 - 保險管理系 - 法律系 | - 企管系 - 市場行銷系 - 資訊管理系 - 房地產系 - 統計系 |

## 知名校友
中国早期校友：郑铁如（自费生，1917年毕业，取得硕士学位）、陈光甫（公费生，1909年毕业，取得学士学位）
- ，今公司董事長兼創始人。曾於1947年至1949年就讀於賓夕法尼亞大學沃頓商學院的本科課程，之後輟學，轉學內布拉斯加大學林肯分校完成學業。
- ，麥克安德魯斯與富比士集團（英语：MacAndrews & Forbes）董事長暨CEO，1966年獲得經濟學學士學位。
- ，現任(第47任)美國總統及第45任美國總統，今集團董事長及總裁。在福坦莫大学读了2年後，轉至賓州大學沃頓商學院，在1968年取得經濟學學士學位。
- 法蘭克·奎特隆（英语：Frank Quattrone），摩根士丹利、德意志银行、瑞士信貸等科技集團創始人與奎特里斯特联合公司（英语：Qatalyst Partners）創始人，1977年獲得經濟學學士學位。
- 史蒂文·A·柯恩（英语：Steven A. Cohen），SAC资本顾问公司（英语：Point72 Asset Management）創始人，1978年獲得經濟學學士學位。
- 羅伯特·S·卡皮托，貝萊德联席总裁，1979年取得經濟學學士學位。
- 丹尼爾·奧奇（英语：Daniel Och），奥奇-齐夫资本管理（英语：Och-Ziff Capital Management）創始人、CEO暨董事長，1982年獲得經濟學學士學位。
- ，Zynga共同創始人暨CEO，1988年獲得經濟學學士學位。
- 伊隆·马斯克，1992年，在皇后大学学习两年后，离开了加拿大，转而到宾夕法尼亚大学学习商业和物理；从賓州大學沃顿商学院毕业，获得经济学学士学位后，又留校一年，再获得物理学学士学位。
- ，是美國總統與第一任妻子所生的女兒。在乔治城大学读了2年后，又转入賓州大學沃顿商学院，于2004年取得经济学学士学位。
- 肯·莫里斯（英语：Ken Moelis），美馳公司（英语：Moelis & Company）創辦人暨CEO，連續獲得經濟學學士與工商管理碩士學位。
- 徐平 (新加坡)，环境工程学博士，哲学专业博士，高级工商管理EMBA，新加坡政府奖学金获得者，客座教授，兰梅环保集团创始人之一。
- 史雯珊，前美國駐華大使館及美國駐香港總領事館發言人、國務院亞太局副助卿。